# Liste d'œuvres de Raphaël

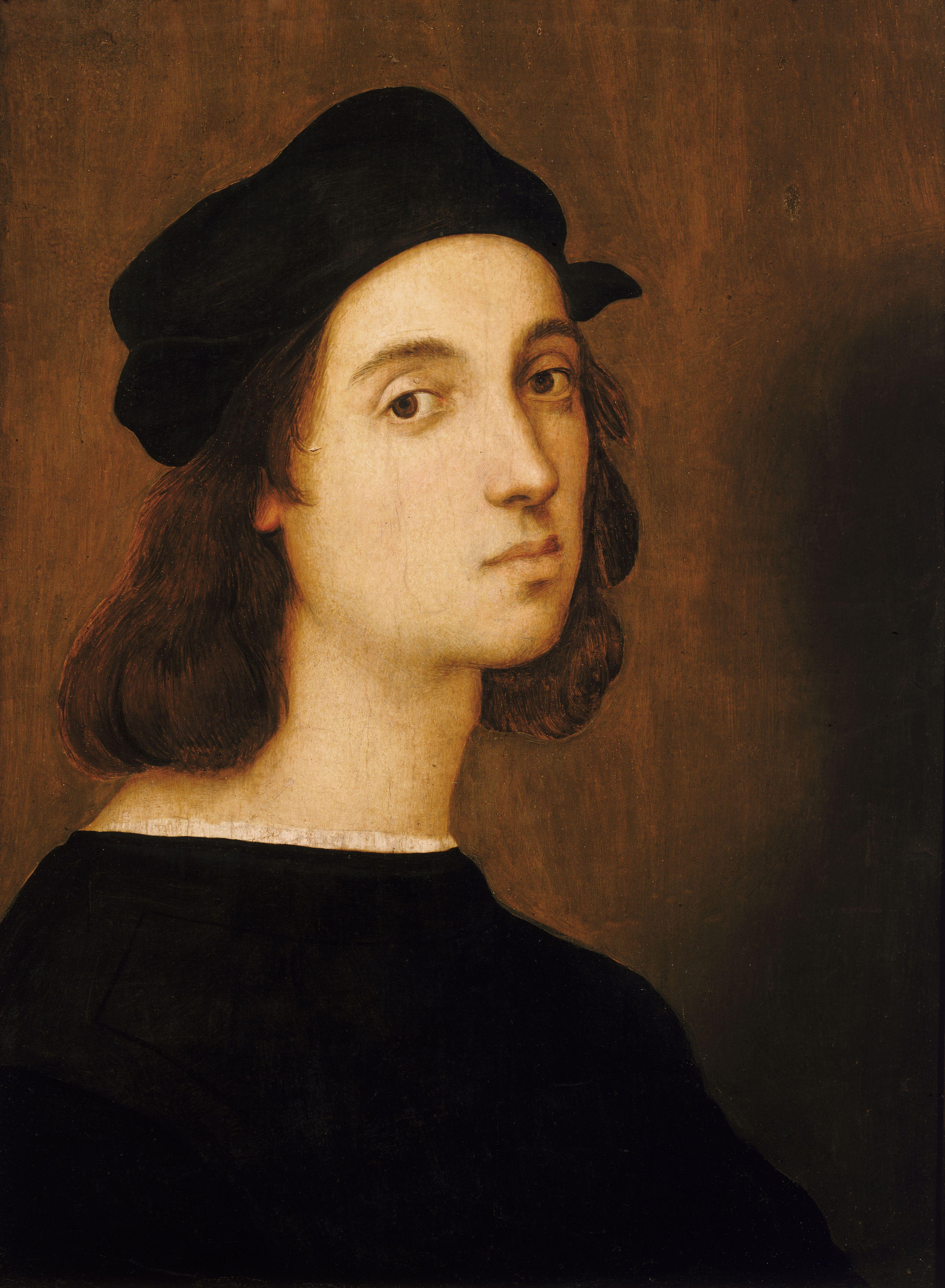
Autoportrait du peintre (v. 1506).

Cette page liste des œuvres de Raffaello Sanzio, plus connu sous le nom de Raphaël (né le 6 avril 1483 à Urbino - mort le 6 avril 1520 à Rome), peintre et architecte italien de la Renaissance. Il est aussi appelé Raffaello Santi, Raffaello da Urbino, Raffaello Sanzio da Urbino.
En considérant les polyptyques comme ensembles indissociables, le professeur Pier Luigi De Vecchi estime que le nombre d'huiles autographes de Raphaël est d'environ 80.
Cette liste, non exhaustive, est établie selon des attributions par ordre chronologique.

## Œuvres existantes majeures

### Città di Castello  et  Pérouse
| Image | Titre                                                                                                  | Année            | Caractéristiques                            | Lieu                                       |
| ----- | --- | ---------------- | ------------------------------------------- | ------------------------------------------ |
|       | La Madone de Casa Santi                                                                                | 1498 env.        | Fresque, 97 × 67 cm                         | Casa Santi, Urbino.                        |
|       | Stendardo della Santissima Trinità (Recto) (L'Étendard de la Très Sainte Trinité), attribué à Raphaël. | 1499 - 1500      | Huile sur toile, 166 × 94 cm.               | Pinacoteca Comunale, Città di Castello.    |
|       | Stendardo della Santissima Trinità (Verso) (L'Étendard de la Très Sainte Trinité)                      | 1499 - 1500      | Huile sur toile, 166 × 94 cm.               | Pinacoteca Comunale, Città di Castello.    |
|       | La Résurrection du Christ                                                                              | 1499 - 1502      | Huile sur panneau, 52 × 44 cm               | Musée d'Art de São Paulo, São Paulo        |
|       | Retable Baronci (Fragment)                                                                             | 1500 - 1501      | Huile sur bois, 112 × 75 cm et 51 x 41 cm   | Musée de Capodimonte, Naples               |
|       | Retable Baronci (Fragment)                                                                             | 1500 - 1501      | Huile sur bois, 31 × 27 cm                  | Pinacothèque Tosio Martinengo, Brescia     |
|       | Retable Baronci (Fragment)                                                                             | 1500 - 1501      | Huile sur bois, 57 × 36 cm                  | Musée du Louvre, Paris                     |
|       | Saint Sébastien                                                                                        | 1501 - 1502      | Huile sur bois, 43 × 34 cm                  | Académie Carrara, Bergame                  |
|       | Portrait d'homme (Ritratto virile (Raffaello Galleria Borghese))                                       | 1502             | Huile sur bois, 45 × 31 cm                  | Galerie Borghèse, Rome.                    |
|       | La Madone Solly                                                                                        | 1502 env.        | Huile sur bois, 52 × 38 cm                  | Gemäldegalerie, Berlin.                    |
|       | Vierge à l'enfant avec saint Jérôme et saint François (Madone von der Ropp)                            | 1502 env.        | Huile sur bois, 34 × 29 cm                  | Gemäldegalerie, Berlin.                    |
|       | La Crucifixion Mond (La Crucifixion Gavari)                                                            | 1502 - 1503      | Huile sur bois, 280 × 165 cm                | National Gallery, Londres.                 |
|       | La Madone Connestabile                                                                                 | 1502 - 1503      | Tempera sur toile, 17,5 × 18 cm             | Musée de l'Ermitage, Saint-Pétersbourg.    |
|       | Retable Oddi                                                                                           | 1502 - 1504      | Tempera sur toile, 267 × 163 cm             | Musées du Vatican, Rome.                   |
|       | Portrait d'un homme                                                                                    | 1502 - 1504      | Huile sur bois, 47 × 37 cm                  | Liechtenstein Museum Liechtenstein.        |
|       | La Madone Pasadena                                                                                     | 1503             | Huile sur bois, 55 × 45 cm                  | Norton Simon Museum, Pasadena, Californie. |
|       | Saint Georges et le Dragon                                                                             | 1504             | Huile sur bois, 31 × 27 cm                  | Musée du Louvre, Paris.                    |
|       | Le Mariage de la Vierge                                                                                | 1504             | Huile sur panneau, 170 × 118 cm             | Pinacothèque de Brera, Milan.              |
|       | Portrait du Pérugin                                                                                    | 1504             | Tempera sur bois, 57 × 42 cm                | Galerie des Offices, Florence.             |
|       | Portrait d'Elisabetta Gonzaga                                                                          | 1504             | Huile sur bois, 52,9 × 37,4 cm              | Galerie des Offices, Florence.             |
|       | Portrait de jeune homme                                                                                | 1504             | Huile sur bois, 54 × 39 cm                  | Musée des Beaux-Arts, Budapest.            |
|       | Saint Michel et le Dragon                                                                              | 1504 - 1505      | Huile sur bois, 30 × 26 cm                  | Musée du Louvre, Paris.                    |
|       | Les Trois Grâces                                                                                       | 1504 - 1505      | Huile sur bois, 17 × 17 cm                  | Musée Condé, Chantilly.                    |
|       | Le Songe du chevalier                                                                                  | 1504 - 1505      | Tempera sur bois, 17 × 17 cm                | National Gallery, Londres.                 |
|       | Retable Colonna                                                                                        | 1504 - 1505      | Tempera et or sur panneau, 172,4 × 172,4 cm | Metropolitan Museum of Art, New York.      |
|       | Portrait d'Emilia Pia de Montefeltro                                                                   | 1504 - 1505 env. | Huile sur bois, 58 × 36 cm                  | Musée d'art de Baltimore, Baltimore.       |

### Florence
| Image | Titre | Année            | Caractéristiques                                           | Lieu                                     |
| ----- | --- | ---------------- | ---------------------------------------------------------- | ---------------------------------------- |
|       | La Madone Terranuova                                                                                          | 1504 - 1505 env. | Huile sur bois, 87 × 87 cm                                 | Gemäldegalerie, Berlin.                  |
|       | Autoportrait                                                                                                  | 1504 - 1506      | Huile sur panneau, 47,5 × 33 cm                            | Galerie des Offices, Florence.           |
|       | Saint Georges et le Dragon                                                                                    | 1504 - 1506      | Huile sur bois, 28,5 × 21,5 cm                             | National Gallery of Art, Washington.     |
|       | La donna gravida (Femme enceinte)                                                                             | 1504 - 1506      | Huile sur bois, 66 × 52 cm                                 | Palais Pitti, Florence.                  |
|       | La Madone du grand-duc (Madonna del Granduca)                                                                 | 1505             | Huile sur bois, 84 × 55 cm                                 | Palais Pitti, Florence.                  |
|       | Retable Ansidei La Vierge en Trône avec l'Enfant, accompagnés de Saint Jean-Baptiste et Saint Nicolas de Bari | 1505             | Huile sur bois, 274 × 152 cm                               | National Gallery, Londres.               |
|       | Le Jeune Homme à la pomme                                                                                     | 1505             | Huile sur bois, 47 × 35 cm                                 | Galerie des Offices, Florence.           |
|       | Le Christ bénissant                                                                                           | 1505             | Huile sur bois, 30 × 25 cm                                 | Pinacothèque Tosio Martinengo, Brescia.  |
|       | La Trinité Haut de Raphaël (1505 env.) Bas du Pérugin (1520).                                                 | 1505 env         | Fresque                                                    | Chapelle San Severo, Pérouse.            |
|       | La Petite Madone Cowper                                                                                       | 1505 - 1506      | Huile sur toile, 58 × 43 cm                                | National Gallery of Art, Washington.     |
|       | La Vierge au chardonneret (Madonna del cardellino)                                                            | 1506             | Huile sur bois, 107 × 76 cm                                | Galerie des Offices, Florence.           |
|       | La Madone à la prairie (Madonna del Prato ou Madonna del Belvedere)                                           | 1506             | Huile sur bois, 113 × 88 cm                                | Kunsthistorisches Museum, Autriche.      |
|       | Portrait de Guidobaldo Ier de Montefeltro                                                                     | 1506             | Tempera sur bois, 70,5 × 49,9 cm                           | Galerie des Offices, Florence.           |
|       | Portrait d'Agnolo Doni                                                                                        | 1506             | Huile sur bois, 65 × 45 cm                                 | Galerie Palatine, Florence.              |
|       | Portrait de Maddalena Doni                                                                                    | 1506             | Huile sur bois, 63 × 45 cm                                 | Palais Pitti, Florence.                  |
|       | La Dame à la licorne                                                                                          | 1506             | Huile sur bois, 65 × 51 cm                                 | Galerie Borghèse, Rome.                  |
|       | La Vierge à l'Enfant et saint Joseph                                                                          | 1506             | Tempera sur toile (transférée sur panneau), 72,5 × 56,5 cm | Musée de l'Ermitage, Saint-Pétersbourg.  |
|       | La Sainte Famille au palmier Sacra Famiglia con palma                                                         | 1506 env.        | Huile sur bois, 101,5 × 101,5 cm transférée sur toile      | National Gallery of Scotland, Édimbourg. |
|       | La Vierge aux œillets                                                                                         | 1506 - 1507      | Huile sur bois, 28,8 × 22,8 cm                             | National Gallery, Londres.               |
|       | Sainte Catherine d'Alexandrie                                                                                 | 1507             | Huile sur bois, 72,2 × 55,7 cm                             | National Gallery, Londres.               |
|       | La Sainte Famille Canigiani                                                                                   | 1507             | Huile sur bois, 131 × 107 cm                               | Alte Pinakothek, Munich.                 |
|       | La Belle Jardinière                                                                                           | 1507             | Huile sur bois, 122 × 80 cm                                | Musée du Louvre, Paris.                  |
|       | Déposition Borghèse Panneau central du retable Baglioni                                                       | 1507             | Huile sur bois, 184 × 176 cm                               | Galerie Borghèse, Rome.                  |
|       | La Madone d'Orléans                                                                                           | 1507             | Huile sur bois, 31,7 × 23,3 cm                             | Musée Condé, Chantilly.                  |
|       | La Sainte Famille à l'agneau                                                                                  | 1507             | Huile sur bois transférée sur toile, 29 × 21 cm            | Musée du Prado, Madrid.                  |
|       | La Madone Bridgewater                                                                                         | 1507             | huile sur bois transférée sur toile 81 × 56 cm             | National Gallery of Scotland, Edinburgh  |
|       | La Madone au baldaquin                                                                                        | inachevé, 1507   | huile sur bois, 279 × 217 cm                               | Galerie Palatine, Palais Pitti, Florence |
|       | La Muta (La Muette ou Portrait de jeune femme)                                                                | 1507 - 1508      | Huile sur bois, 80 × 60 cm                                 | Galleria Nazionale delle Marche, Urbino. |
|       | La Vierge Tempi (La Vierge et l'Enfant)                                                                       | 1508             | Huile sur toile, 75 × 51 cm                                | Alte Pinakothek, Munich.                 |
|       | La Madone Colonna (Madonna Colonna)                                                                           | 1508             | Huile sur bois, 52 × 38 cm                                 | Gemäldegalerie, Berlin.                  |

### Rome
| Image                  | Titre | Année            | Caractéristiques                                                                      | Lieu                                                      |
| ---------------------- | --- | ---------------- | ------------------------------------------------------------------------------------- | --------------------------------------------------------- |
|                        | La Madone Esterházy                                                                                          | 1508             | Huile sur toile, 29 × 21,5 cm                                                         | Musée des Beaux-Arts, Budapest.                           |
|                        | Portrait de Tommaso Inghirami Fedra Inghirami                                                                | 1509             | Huile sur bois, 91 × 61 cm                                                            | Galerie Palatine, Palais Pitti, Florence.                 |
|                        | La Vierge de Lorette (Madonna del Velo ou Madone du Voile)                                                   | 1509 - 1510      | Huile sur toile, 120 × 90 cm                                                          | Musée Condé, Chantilly, Oise, France                      |
|                        | La Dispute du Saint-Sacrement                                                                                | 1509 - 1510      | Quatrième fresque de la chambre de la Signature, 139 × 770 cm                         | Palais du Vatican, Rome.                                  |
|                        | L'École d'Athènes                                                                                            | 1509 - 1511      | Fresque, chambre de la Signature, 440 × 770 cm                                        | Palais du Vatican, Rome.                                  |
|                        | Portrait du cardinal Alessandro Farnese                                                                      | 1509 - 1511      | Huile sur bois, 139 × 91 cm                                                           | Musée Capodimonte, Naples.                                |
|                        | La Madone Mackintosh (Madonna della torre)                                                                   | 1509 - 1511 env  | Huile sur bois transférée sur toile, 78,8 × 64,2 cm                                   | National Gallery, Londres.                                |
|                        | Église Sant'Eligio degli Orefici                                                                             | 1509 - 1575      | Projet initial de Raphaël, terminé par Baldassarre Peruzzi et Aristotele da Sangallo. | Rione Regola, Rome                                        |
|                        | L'Enlèvement d'Hélène                                                                                        | 1510             | Fresque transférée sur toile, 112 × 148 cm                                            | Musée de l'Ermitage, Saint-Pétersbourg                    |
|                        | La Madone Aldobrandini Madone Garvagh                                                                        | 1510             | Huile sur bois, 38,7 × 32,7 cm                                                        | National Gallery, Londres.                                |
|                        | Portrait d'un cardinal                                                                                       | 1510 - 1511      | Huile sur bois, 79 × 61 cm                                                            | Musée du Prado, Madrid.                                   |
|                        | La Vierge au diadème bleu                                                                                    | 1510 - 1511      | Huile sur bois, 68 × 44 cm                                                            | Musée du Louvre, Paris.                                   |
|                        | Portrait de Laurent de Médicis, duc d'Urbino                                                                 | 1510 - 1517 env. | Huile sur toile, 97 × 79 cm                                                           | Collection privée.                                        |
|                        | La Madone d'Alba (Madone du Duc d'Albe)                                                                      | 1511             | Huile sur toile, 94 × 94 cm                                                           | National Gallery of Art, Washington.                      |
|                        | La Grande Madone Cowper Madonna Niccolini                                                                    | 1511             | Huile sur toile, 80,7 × 57,5 cm                                                       | National Gallery of Art, Washington.                      |
|                        | Le Parnasse                                                                                                  | 1511             | Fresque, chambre de la Signature, ? × 670 cm                                          | Palais du Vatican, Rome.                                  |
|                        | Les Vertus cardinales et théologales                                                                         | 1511             | Fresque, chambre de la Signature, ? × 660 cm                                          | Palais du Vatican, Rome.                                  |
|                        | Le Prophète Isaïe                                                                                            | 1511 - 1512      | Fresque, 250 × 155 cm                                                                 | Église Sant'Agostino, Rome.                               |
|                        | Héliodore chassé du temple                                                                                   | 1511 - 1512      | Fresque, chambre d'Héliodore, ? × 750 cm                                              | Palais du Vatican, Rome.                                  |
|                        | Portrait du pape Jules II                                                                                    | 1511 - 1512      | Huile sur bois, 108 × 80,7 cm                                                         | National Gallery, Londres.                                |
|                        | La Vierge de Foligno                                                                                         | 1511 - 1512      | Huile sur toile, 320 × 194 cm                                                         | Musées du Vatican, Rome.                                  |
|                        | Le Triomphe de Galatée                                                                                       | 1512             | Fresque, 295 × 224 cm                                                                 | Villa Farnesina, Rome.                                    |
|                        | La Madone Sixtine                                                                                            | 1512 - 1514      | Huile sur toile, 265 × 196 cm                                                         | Gemäldegalerie Alte Meister, Dresde.                      |
|                        | Portrait de Bindo Altoviti                                                                                   | 1512 - 1515      | Huile sur bois, 60 × 44 cm                                                            | National Gallery of Art, Washington.                      |
|                        | La Vierge aux candélabres                                                                                    | 1513 env         | Huile sur panneau, 65,7 × 64 cm                                                       | Walters Art Museum, Baltimore.                            |
|                        | La Vierge à la chaise                                                                                        | 1513 - 1514      | Huile sur panneau, 71 × 71 cm                                                         | Palais Pitti, Florence.                                   |
|                        | La Vierge de l'Impannata                                                                                     | 1513 - 1514      | Huile sur bois, 158 × 125 cm                                                          | Palais Pitti, Florence.                                   |
|                        | Portrait de jeune homme Peinture perdue en 1945                                                              | 1513 - 1514      | Huile sur toile, 72 × 56 cm                                                           | Musée Czartoryski, Cracovie.                              |
|                        | La Vierge au poisson (Madonna del pesce)                                                                     | 1513 - 1514      | Huile sur bois transférée sur toile, 215 × 158 cm                                     | Musée du Prado, Madrid.                                   |
|                        | La Sainte Famille avec saint Jean-Baptiste                                                                   | 1513 - 1514 env  | Huile sur bois, 154,5 × 114 cm                                                        | Kunsthistorisches Museum, Vienne.                         |
|                        | La Vierge au rideau                                                                                          | 1514             | Huile sur bois, 65,8 × 51,2 cm                                                        | Alte Pinakothek, Munich.                                  |
|                        | L'Incendie de Borgo                                                                                          | 1514             | Fresque, chambre de l'Incendie de Borgo, 268 × 160 cm                                 | Musées du Vatican, Rome.                                  |
|                        | La Rencontre entre Léon Ier le Grand et Attila                                                               | 1514             | Fresque, chambre d'Héliodore, ? × 750 cm                                              | Musées du Vatican, Rome.                                  |
|                        | La Délivrance de saint Pierre                                                                                | 1514             | Fresque, chambre d'Héliodore, ? × 560 cm                                              | Musées du Vatican, Rome.                                  |
|                        | La Messe de Bolsena                                                                                          | 1514             | Fresque, chambre d'Héliodore, ? × 660 cm                                              | Musées du Vatican, Rome.                                  |
|                        | Les Sibylles et les Prophètes Les Sibylles recevant les instructions des Anges (seules de la main du maître) | 1514             | Fresque, Huile sur bois, 615 × 440 cm                                                 | Église Notre-Dame-de-la-Paix, Rome.                       |
|                        | Portrait de Baldassare Castiglione                                                                           | 1514 - 1515      | Huile sur toile, 82 × 67 cm                                                           | Musée du Louvre, Paris.                                   |
|                        | La donna velata La velata                                                                                    | 1514 - 1515      | Huile sur toile, 82 × 60,5 cm                                                         | Palais Pitti, Florence.                                   |
|                        | L'Extase de sainte Cécile                                                                                    | 1514 - 1516      | Huile sur toile, 238 × 150 cm                                                         | Pinacoteca Nazionale, Bologne.                            |
|                        | La Pêche miraculeuse (carton de tapisserie)                                                                  | 1515 - 1516      | Tempera sur carton 319 × 399 cm                                                       | Victoria and Albert Museum, Londres, Royaume-Uni          |
|                        | Jésus donnant les clés à Pierre (carton de tapisserie)                                                       | 1515 - 1516      | Tempera sur carton 343 × 532 cm                                                       | Victoria and Albert Museum, Londres                       |
|                        | La Guérison du boiteux (carton de tapisserie)                                                                | 1515 - 1516      | Tempera sur carton 342 × 536 cm                                                       | Victoria and Albert Museum, Londres                       |
|                        | La Mort d'Ananias (carton de tapisserie)                                                                     | 1515 - 1516      | Tempera sur carton 342 × 532 cm                                                       | Victoria and Albert Museum, Londres                       |
|                        | La Conversion du proconsul (carton de tapisserie)                                                            | 1515 - 1516      | Tempera sur carton 342 × 446 cm                                                       | Victoria and Albert Museum, Londres                       |
| O sacrifício em Listra | Le Sacrifice de Lystre (carton de tapisserie)                                                                | 1515 - 1516      | Tempera sur carton 342 × 542 cm                                                       | Victoria and Albert Museum, Londres                       |
|                        | Saint Paul prêchant à Athènes (carton de tapisserie)                                                         | 1515 - 1516      | Tempera sur carton 343 × 442 cm                                                       | Victoria and Albert Museum, Londres                       |
|                        | Double Portrait d'Andrea Navagero et Agostino Beazzano                                                       | 1516             | Huile sur toile, 76 × 107 cm                                                          | Galerie Doria-Pamphilj, Rome.                             |
|                        | Portrait du cardinal Bibbiena                                                                                | 1516             | Huile sur toile, 85 × 66,3 cm                                                         | Galerie Palatine, Palais Pitti, Florence.                 |
|                        | La Création du monde                                                                                         | 1516             | Mosaïque                                                                              | Dôme,Chapelle Chigi, Église Sainte-Marie-du-Peuple, Rome. |
|                        | La Madone de l'Amour divin                                                                                   | 1516             | Huile sur bois                                                                        | Musée de Capodimonte, Naples.                             |
|                        | La Madonna del Passeggio (La Sainte Famille avec saint Jean-Baptiste )                                       | 1516 env         | Huile sur bois, 90 × 63,3 cm                                                          | National Gallery of Scotland, Édimbourg.                  |
|                        | Saint Jean-Baptiste au désert                                                                                | 1516 env         | Huile sur bois transférée sur toile, 135 × 142 cm                                     | Musée du Louvre, Paris.                                   |
|                        | Cérès ou L'Abondance)                                                                                        | 1516 env         | Huile sur bois, 38 × 31 cm                                                            | Musée du Louvre, Paris.                                   |
|                        | Le Portement de Croix Andata al Calvario dit aussi Lo Spasimo di Sicilia.                                    | 1517             | Huile sur bois transférée sur toile, 318 × 229 cm                                     | Musée du Prado, Madrid.                                   |
|                        | La Vierge de Bogota (Attribution).                                                                           | 1517 - 1520 env. |                                                                                       | Collection privée, Bogota.                                |
|                        | La Sainte Famille                                                                                            | 1518             | Huile sur bois transférée sur toile, 207 × 140 cm                                     | Musée du Louvre, Paris.                                   |
|                        | La Vision d'Ézéchiel                                                                                         | 1518             | Huile sur bois, 40,7 × 29,5 cm                                                        | Galerie Palatine, Palais Pitti, Florence.                 |
|                        | Saint Michel terrassant le démon                                                                             | 1518             | Huile sur bois transférée sur toile, 268 × 160 cm                                     | Musée du Louvre, Paris.                                   |
|                        | La Sainte Famille (La Perla)                                                                                 | 1518             | Huile sur bois, 144 × 115 cm                                                          | Musée du Prado, Madrid.                                   |
|                        | Sainte Marguerite                                                                                            | 1518             | Huile sur bois transposée sur toile, 185 × 117 cm                                     | Musée du Louvre, Paris.                                   |
|                        | Saint Jean-Baptiste                                                                                          | 1518 env         | Huile sur bois, 165 × 147 cm                                                          | Galerie des Offices, Florence.                            |
|                        | Portrait d'Isabelle de Requesens, vice-reine de Naples                                                       | 1518 env         | Huile sur bois transférée sur toile, 120 × 95 cm                                      | Musée du Louvre, Paris.                                   |
|                        | Sainte Marguerite                                                                                            | 1518 env         | Huile sur toile, 192 × 122 cm                                                         | Kunsthistorisches Museum, Vienne, Autriche.               |
|                        | Autoportrait avec un ami (Double Portrait)                                                                   | 1518 - 1519      | Huile sur toile, 99 × 83 cm                                                           | Musée du Louvre, Paris.                                   |
|                        | La Fornarina (Portrait de jeune femme)                                                                       | 1518 - 1519      | Huile sur toile, 85 × 60 cm                                                           | Galerie nationale d'art ancien, Rome.                     |
|                        | Portrait d'un jeune homme                                                                                    | 1518 - 1519 env  | Huile sur toile, 43,8 × 29 cm                                                         | Musée Thyssen-Bornemisza, Madrid.                         |
|                        | La Petite Sainte Famille                                                                                     | 1518 - 1519 env  | Huile sur bois (peuplier), 38 × 32 cm                                                 | Musée du Louvre, Paris.                                   |
|                        | La Vierge à la rose (Madonna della rosa)                                                                     | 1518 - 1520      | Huile sur toile, 103 × 84 cm                                                          | Musée du Prado, Madrid.                                   |
|                        | Portrait du pape Léon X                                                                                      | 1518 - 1520      | Huile sur bois, 154 × 119 cm                                                          | Galerie des Offices, Florence.                            |
|                        | La Sainte Famille sous un chêne                                                                              | 1518 - 1520      | Huile sur bois, 144 × 110 cm                                                          | Musée du Prado, Madrid.                                   |
|                        | La Transfiguration                                                                                           | 1518 - 1520      | Huile sur bois, 405 × 218 cm                                                          | Musées du Vatican, Rome.                                  |
|                        | Portrait féminin (La Perla) (Perla di Modena)                                                                | 1518 - 1520 env  | Huile sur bois, 35 × 30 cm                                                            | Galerie Estense, Modène.                                  |
|                        | La Visitation                                                                                                | 1519             | Huile sur toile, 200 × 145 cm                                                         | Musée du Prado, Madrid.                                   |
|                        | Portrait de jeune femme                                                                                      | 1520 env         | Huile sur toile, 60 × 44 cm                                                           | Musée des Beaux-Arts, Strasbourg.                         |
|                        | Palazzo Branconio dell'Aquila                                                                                | 1520 env.        | Gravure du XVIIe siècle de Giovan Battista Naldini                                    | Œuvre perdue.                                             |

## Sources
- (en) Cet article est partiellement ou en totalité issu de l’article de Wikipédia en anglais intitulé « List of works by Raphael » (voir la liste des auteurs).